# 1994 a filmművészetben

## Események
- június – Hollywoodban George Lucas és Steven Spielberg bemutatja az interaktív kompakt lemezt (CD-I), amelyen a lemezen tárolt nyersanyag alapján a néző maga rendezheti meg az űrbéli kalandokat.
- október – Steven Spielberg, Jeffrey Katzenberg és David Geffen bejelenti, hogy 1995-től új filmstúdiót alapítanak (DreamWorks).

## Sikerfilmek
| #  | cím                                         | stúdió    | összbevétel  | észak-amerikai bevétel | gyártási költség |
| -- | ------------------------------------------- | --------- | ------------ | ---------------------- | ---------------- |
| 1  | Az oroszlánkirály                           | Disney    | $783 841 776 | $328 541 776           | $45 000          |
| 2  | Forrest Gump                                | Paramount | $677 387 716 | $329 694 499           | $55 000          |
| 3  | True Lies – Két tűz között                  | Fox       | $378 882 411 | $146 282 411           | $115 000         |
| 4  | A maszk                                     | New Line  | $351 583 407 | $119 938 730           | $23 000          |
| 5  | Féktelenül                                  | Fox       | $350 448 145 | $121 248 145           | $30 000          |
| 6  | Frédi és Béni, avagy a két kőkorszaki szaki | Universal | $341 631 208 | $130 531 208           | $46 000          |
| 7  | Dumb és Dumber – Dilibogyók                 | New Line  | $247 275 374 | $127 175 374           | $17 000          |
| 8  | Négy esküvő és egy temetés                  | Gramercy  | $245 700 832 | $52 700 832            | $4 400 000       |
| 9  | Interjú a vámpírral                         | Warner    | $223 664 608 | $105 264 608           | $60 000          |
| 10 | Végveszélyben                               | Paramount | $215 887 717 | $122 187 717           | $62 000          |

## Filmbemutatók

### Magyar filmek
| Cím                                            | Rendező             |
| ---------------------------------------------- | ------------------- |
| Az áldozat                                     | Lugossy István      |
| Ábel a rengetegben                             | Mihályfy Sándor     |
| Bohóclövészet                                  | Antal Nimród        |
| Ébredés                                        | Elek Judit          |
| Halál a sekély vízben                          | Kabay Barna         |
| Az igazi Mao                                   | Siklósi Szilveszter |
| Jó éjt, királyfi!                              | Rózsa János         |
| Lélekvesztő                                    | Komár István        |
| Minden úgy van, ahogy van                      | Sára Júlia          |
| Nem félünk a farkastól                         | Kántor László       |
| Nyugattól keletre, avagy a média diszkrét bája | Dárday István       |
| Paramicha                                      | Szederkényi Júlia   |
| Parasztrondó                                   | Dér András          |
| A pártütők                                     | Sós Mária           |
| Rám csaj még nem volt ilyen hatással           | Reich Péter         |
| Sátántangó                                     | Tarr Béla           |
| Végzetes esztendők                             | Kisfaludy András    |
| Woyzeck                                        | Szász János         |

### Észak-amerikai, országos bemutatók
január – december
| Magyar cím                                    | Eredeti cím                                  | Rendező                                   | Stúdió / Forgalmazó           | [ 5 ] |
| --------------------------------------------- | -------------------------------------------- | ----------------------------------------- | ----------------------------- | ----- |
| A 3 nindzsa visszarúg                         | 3 Ninjas Kick Back                           | Charles T. Kanganis                       | TriStar Pictures              |       |
| 54-es, jelentkezz!                            | Car 54, Where Are You?                       | Bill Fishman                              | Orion Pictures                |       |
| 8 másodperc                                   | 8 Seconds                                    | John G. Avildsen                          | New Line Cinema               |       |
| Ace Ventura – Állati nyomoZOO                 | Ace Ventura: Pet Detective                   | Tom Shadyac                               | Warner Bros.                  |       |
| Afrika csúcsai                                | The Air Up There                             | Paul Michael Glaser                       | Miramax Films                 |       |
| Afrika-koktél                                 | A Good Man in Africa                         | Bruce Beresford                           | Gramercy Pictures             |       |
| Agyrém                                        | Brainscan                                    | John FlynnJohn Flynn                      | Triumph Releasing             |       |
| André, a fóka                                 | Andre                                        | George T. Miller                          | Paramount Pictures            |       |
| Angie                                         | Angie                                        | Martha Coolidge                           | Buena Vista                   |       |
| Angyalok a pályán                             | Angels in the Outfield                       | William Dear                              | Buena Vista                   |       |
| Apám, a hős                                   | My Father the Hero                           | Steve Miner                               | Buena Vista                   |       |
| Az Árnyék                                     | The Shadow                                   | Russell Mulcahy                           | Universal Pictures            |       |
| Bármit megteszek                              | I'll Do Anything                             | James L. Brooks                           | Columbia Pictures             |       |
| Beverly Hills-i zsaru III.                    | Beverly Hills Cop III                        | John Landis                               | Paramount Pictures            |       |
| Bosszúvágy 5. – Bosszú a kedvesemért          | Death Wish V: The Face of Death              | Allan A. Goldstein                        | 21st Century Film Corporation |       |
| Clifford                                      | Clifford                                     | Paul Flaherty                             | Orion Pictures                |       |
| Corrina, Corrina                              | Corrina, Corrina                             | Jessie Nelson                             | New Line Cinema               |       |
| Crooklyn                                      | Crooklyn                                     | Spike Lee                                 | Universal Pictures            |       |
| Csekkben a tenger                             | Blank Check                                  | Rupert Wainwright                         | Buena Vista                   |       |
| A csend fogságában                            | Silent Fall                                  | Bruce Beresford                           | Warner Bros.                  |       |
| Csillagkapu                                   | Stargate                                     | Roland Emmerich                           | Metro-Goldwyn-Mayer           |       |
| Csoda New Yorkban                             | Miracle on 34th Street                       | Les Mayfield                              | 20th Century Fox              |       |
| Csont nélkül                                  | Blue Chips                                   | William Friedkin                          | Paramount Pictures            |       |
| Csupasz pisztoly 33 1/3 – Az utolsó merénylet | Naked Gun 33 1/3: The Final Insult           | Peter Segal                               | Paramount Pictures            |       |
| Díszkíséret                                   | Chasers                                      | Dennis Hopper                             | Warner Bros.                  |       |
| Pret-a-porter – Divatdiktátorok               | Prêt-à-Porter / Ready to Wear                | Robert Altman                             | Miramax Films                 |       |
| Double Dragon – A medál hatalma               | Double Dragon                                | James Yukich                              | Gramercy Pictures             |       |
| Dugipénz                                      | Milk Money                                   | Richard Benjamin                          | Paramount Pictures            |       |
| Dumb és Dumber – Dilibogyók                   | Dumb & Dumber                                | Peter Farrelly                            | New Line Cinema               |       |
| Édeshármas                                    | Threesome                                    | Andrew Fleming                            | TriStar Pictures              |       |
| Ed Wood                                       | Ed Wood                                      | Tim Burton                                | Buena Vista                   |       |
| Egy híján túsz                                | The Ref                                      | Ted Demme                                 | Buena Vista                   |       |
| Egy kis szívesség                             | The Favor                                    | Donald Petrie                             | Orion Pictures                |       |
| Az éj színe                                   | Color of Night                               | Richard Rush                              | Buena Vista                   |       |
| Elég a vadnyugatból!                          | Wagons East                                  | Peter Markle                              | TriStar Pictures              |       |
| Az emberkereskedő                             | The Scout                                    | Michael Ritchie                           | 20th Century Fox              |       |
| Esküdt ellenség                               | Trial by Jury                                | Heywood Gould                             | Warner Bros.                  |       |
| Farkas                                        | Wolf                                         | Mike Nichols                              | Columbia Pictures             |       |
| Fehér Agyar 2.                                | White Fang 2: Myth of the White Wolf         | Ken Olin                                  | Buena Vista                   |       |
| Fekete Szépség                                | Black Beauty                                 | Caroline Thompson                         | Warner Bros.                  |       |
| Féktelenül                                    | Speed                                        | Jan de Bont                               | 20th Century Fox              |       |
| Frédi és Béni, avagy a két kőkorszaki szaki   | The Flintstones                              | Brian Levant                              | Universal Pictures            |       |
| Forrest Gump                                  | Forrest Gump                                 | Robert Zemeckis                           | Paramount Pictures            |       |
| Frankenstein                                  | Frankenstein                                 | Kenneth Branagh                           | Columbia Pictures             |       |
| Gyilkosság egyenes adásban                    | Radioland Murders                            | Mel Smith                                 | Universal Pictures            |       |
| Ha a férfi igazán szeret                      | When a Man Loves a Woman                     | Luis Mandoki                              | Buena Vista                   |       |
| Háború                                        | The War                                      | Jon Avnet                                 | Universal Pictures            |       |
| A hajsza                                      | The Chase                                    | Adam Rifkin                               | 20th Century Fox              |       |
| Halálugrás                                    | Drop Zone                                    | John Badham                               | Paramount Pictures            |       |
| Hallgass velem!                               | Speechless                                   | Ron Underwood                             | Metro-Goldwyn-Mayer           |       |
| Hattyúhercegnő                                | The Swan Princess                            | Richard Rich                              | New Line Cinema               |       |
| A Holló                                       | The Crow                                     | Alex Proyas                               | Miramax Films                 |       |
| Hüvelyk Panna                                 | Thumbelina                                   | Don Bluth és Gary Goldman                 | Warner Bros.                  |       |
| Időzített bomba                               | Blown Away                                   | Stephen Hopkins                           | Metro-Goldwyn-Mayer           |       |
| Időzsaru                                      | Timecop                                      | Peter Hyams                               | Universal Pictures            |       |
| Interjú a vámpírral                           | Interview with the Vampire                   | Neil Jordan                               | Warner Bros.                  |       |
| I. Q. – A szerelem relatív                    | I. Q.                                        | Fred Schepisi                             | Paramount Pictures            |       |
| Irány Colorado! II.: Curly aranya             | City Slickers II: The Legend of Curly's Gold | Paul Weiland                              | Columbia Pictures             |       |
| Irány az éden                                 | Exit to Eden                                 | Garry Marshall                            | Savoy Pictures                |       |
| Jack, a villám                                | Lightning Jack                               | Simon Wincer                              | Savoy Pictures                |       |
| Jason balladája                               | Jason's Lyrics                               | Doug McHenry                              | Gramercy Pictures             |       |
| Játssz a túlélésért                           | Surviving the Game                           | Ernest R. Dickerson                       | New Line Cinema               |       |
| Jimmy Hollywood                               | Jimmy Hollywood                              | Barry Levinson                            | Paramount Pictures            |       |
| Junior                                        | Junior                                       | Ivan Reitman                              | Universal Pictures            |       |
| Kerge kacsák 2.                               | D2: The Mighty Ducks                         | Sam Weisman                               | Buena Vista                   |       |
| Két cowboy New Yorkban                        | The Cowboy Way                               | Gregg Champion                            | Universal Pictures            |       |
| Kisasszonyok                                  | Little Women                                 | Gillian Armstrong                         | Columbia Pictures             |       |
| A kis gézengúzok                              | The Little Rascals                           | Penelope Spheeris                         | Universal Pictures            |       |
| Kő egy csapat                                 | In the Army Now                              | Daniel Petrie Jr.                         | Buena Vista                   |       |
| Könyvek parancsnoka                           | The Pagemaster                               | Pixote Hunt, Maurice Hunt és Joe Johnston | 20th Century Fox              |       |
| Kvíz show                                     | Quiz Show                                    | Robert Redford                            | Buena Vista                   |       |
| Lángoló jég                                   | On Deadly Ground                             | Steven Seagal                             | Warner Bros.                  |       |
| Lapzárta                                      | The Paper                                    | Ron Howard                                | Universal Pictures            |       |
| Lassie                                        | Lassie                                       | Daniel Petrie                             | Paramount Pictures            |       |
| Léon, a profi                                 | Léon                                         | Luc Besson                                | Columbia Pictures             |       |
|                                               | Little Giants                                | Duwayne Dunham                            | Warner Bros.                  |       |
| A maszk                                       | The Mask                                     | Chuck Russell                             | New Line Cinema               |       |
| Maugli, a dzsungel fia                        | The Jungle Book                              | Stephen Sommers                           | Buena Vista                   |       |
| Maverick – Halálos póker                      | Maverick                                     | Richard Donner                            | Warner Bros.                  |       |
| Menekülés Absolomból                          | No Escape                                    | Martin Campbell                           | Savoy Pictures                |       |
| Mi a f... van                                 | S.F.W.                                       | Jefery Levy                               | Gramercy Pictures             |       |
| Micsoda buli 3.                               | House Party 3                                | Eric Meza                                 | New Line Cinema               |       |
| My Girl 2.: Az első igazi kaland              | My Girl 2                                    | Howard Zieff                              | Columbia Pictures             |       |
| A nagy csapat II.                             | Major League II                              | David S. Ward                             | Warner Bros.                  |       |
| Négy esküvő és egy temetés                    | Four Weddings and a Funeral                  | Mike Newell                               | Gramercy Pictures             |       |
| Nell, a remetelány                            | Nell                                         | Michael Apted                             | 20th Century Fox              |       |
| Nyakunkon az élet                             | Reality Bites                                | Ben Stiller                               | Universal Pictures            |       |
| Only You                                      | Only You                                     | Norman Jewison                            | TriStar Pictures              |       |
| Az oroszlánkirály                             | The Lion King                                | Roger Allers és Rob Minkoff               | Buena Vista                   |       |
| Az öreg hölgy és a testőr                     | Guarding Tess                                | Hugh Wilson                               | TriStar Pictures              |       |
| Palira vettem a papát                         | Getting Even with Dad                        | Howard Deutch                             | Metro-Goldwyn-Mayer           |       |
| Pancserock                                    | Airheads                                     | Michael Lehmann                           | 20th Century Fox              |       |
| A paradicsom foglyai                          | Trapped in Paradise                          | George Gallo                              | 20th Century Fox              |       |
| A parazita                                    | The Puppet Masters                           | Stuart Orme                               | Buena Vista                   |       |
| A pénz boldogít                               | Greedy                                       | Jonathan Lynn                             | Universal Pictures            |       |
| Ponyvaregény                                  | Pulp Fiction                                 | Quentin Tarantino                         | Miramax Films                 |       |
| Promenád a gyönyörbe                          | The Road to Wellville                        | Alan Parker                               | Columbia Pictures             |       |
| Rapa Nui – A világ közepe                     | Rapa Nui                                     | Kevin Reynolds                            | Warner Bros.                  |       |
| A remény rabjai                               | The Shawshank Redemption                     | Frank Darabont                            | New Line Cinema               |       |
| Rendőrvicc                                    | Cops and Robbersons                          | Michael Ritchie                           | TriStar Pictures              |       |
| Reneszánsz ember                              | Renaissance Man                              | Penny Marshall                            | Buena Vista                   |       |
| Richie Rich – Rosszcsont beforr               | Ri¢hie Ri¢h                                  | Donald Petrie                             | Warner Bros.                  |       |
| Rosszlányok                                   | Bad Girls                                    | Jonathan Kaplan                           | 20th Century Fox              |       |
| Segítség, karácsony!                          | Mixed Nuts                                   | Nora Ephron                               | Columbia Pictures             |       |
| Seholsincs csapat                             | Camp Nowhere                                 | Jonathan Prince                           | Buena Vista                   |       |
| Senki bolondja                                | Nobody's Fool                                | Robert Benton                             | Paramount Pictures            |       |
| Sorsjegyesek                                  | It Could Happen to You                       | Andrew Bergman                            | TriStar Pictures              |       |
| A sors útjai                                  | Love Affair                                  | Glenn Gordon Caron                        | Warner Bros.                  |       |
| A specialista                                 | The Specialist                               | Luis Llosa                                | Warner Bros.                  |       |
| Star Trek: Nemzedékek                         | Star Trek: Generations                       | David Carson                              | Paramount Pictures            |       |
| Street Fighter – Harc a végsőkig              | Street Fighter                               | Steven E. de Souza                        | Universal Pictures            |       |
| Sugar Hill                                    | Sugar Hill                                   | Leon Ichaso                               | 20th Century Fox              |       |
| Szabadnapos baba                              | Baby's Day Out                               | Patrick Read Johnson                      | 20th Century Fox              |       |
| Szemfényvesztés                               | Blink                                        | Michael Apted                             | New Line Cinema               |       |
| Szenvedélyek viharában                        | Legends of the Fall                          | Edward Zwick                              | Columbia Pictures             |       |
| Szimatnak szemét, szemétnek szimat            | A Low Down Dirty Shame                       | Keenen Ivory Wayans                       | Buena Vista                   |       |
| Szökésben                                     | The Getaway                                  | Roger Donaldson                           | Universal Pictures            |       |
| Szupermanus                                   | Blankman                                     | Mike Binder                               | Columbia Pictures             |       |
| Született gyilkosok                           | Natural Born Killers                         | Oliver Stone                              | Warner Bros.                  |       |
| Tanulj, tinó!                                 | With Honors                                  | Alek Keshishian                           | Warner Bros.                  |       |
| Télapu                                        | The Santa Clause                             | John Pasquin                              | Buena Vista                   |       |
| Tiszta őrület                                 | Clean Slate                                  | Mick Jackson                              | Metro-Goldwyn-Mayer           |       |
| True Lies – Két tűz között                    | True Lies                                    | James Cameron                             | 20th Century Fox              |       |
| Túl a palánkon                                | Above the Rim                                | Jeff Pollack                              | New Line Cinema               |       |
| Az új karate kölyök                           | The Next Karate Kid                          | Christopher Cain                          | Columbia Pictures             |       |
| Az új rémálom: Freddy feltámad                | New Nightmare                                | Wes Craven                                | New Line Cinema               |       |
| Az utolsó igaz harcos                         | Squanto: A Warrior's Tale                    | Xavier Koller                             | Buena Vista                   |       |
| Az ügyfél                                     | The Client                                   | Joel Schumacher                           | Warner Bros.                  |       |
| Vágyak vonzásában                             | Intersection                                 | Mark Rydell                               | Paramount Pictures            |       |
| Vakvilág egyetem                              | PCU                                          | Hart Bochner                              | 20th Century Fox              |       |
| Vasakarat                                     | Iron Will                                    | Charles Haid                              | Buena Vista                   |       |
| Végsebesség                                   | Terminal Velocity                            | Deran Sarafian                            | Buena Vista                   |       |
| Végveszélyben                                 | Clear and Present Danger                     | Phillip Noyce                             | Paramount Pictures            |       |
| Veszélyes vizeken                             | The River Wild                               | Curtis Hanson                             | Universal Pictures            |       |
| Világgá mentem                                | North                                        | Rob Reiner                                | Columbia Pictures             |       |
| Világverők                                    | Little Big League                            | Andrew Scheinman                          | Columbia Pictures             |       |
| Wyatt Earp                                    | Wyatt Earp                                   | Lawrence Kasdan                           | Warner Bros.                  |       |
| Zaklatás                                      | Disclosure                                   | Barry Levinson                            | Warner Bros.                  |       |
| A zűr bajjal jár                              | I Love Trouble                               | Charles Shyer                             | Buena Vista                   |       |
| Zűrös majom                                   | Monkey Trouble                               | Franco Amurri                             | New Line Cinema               |       |

### További bemutatók
| Magyar cím                            | Eredeti cím                       | Rendező              | [ 5 ] |
| ------------------------------------- | --------------------------------- | -------------------- | ----- |
| Bunyó karácsonyig                     | Botte di Natale                   | Terence Hill         |       |
| Csungking expressz                    | Chung Hing sam lam                | Kar Wai Wong         |       |
| Én és a maffia                        | Who Do I Gotta Kill?              | Frank Rainone        |       |
| Eső előtt                             | Before the Rain                   | Milčo Mančevski      |       |
| Fuss tovább, Wells!                   | F.T.W.                            | Michael Karbelnikoff |       |
| A halál és a lányka                   | Death and the Maiden              | Roman Polański       |       |
| Lisszaboni történet                   | Lisbon Story                      | Wim Wenders          |       |
| Mennyei teremtmények                  | Heavenly Creatures                | Peter Jackson        |       |
| Rendőrakadémia 7. – Moszkvai küldetés | Police Academy: Mission to Moscow | Alan Metter          |       |
| Shop-stop                             | Clerks                            | Kevin Smith          |       |
| A nagy ugrás                          | The Hudsucker Proxy               | Joel Coen            |       |

## Díjak, fesztiválok
- Oscar-díj (március 21.)
  - Film: Schindler listája
  - rendező: Steven Spielberg – Schindler listája
  - Férfi főszereplő: Tom Hanks – Philadelphia
  - Női főszereplő: Holly Hunter – Zongoralecke
  - Külföldi film: Belle Epoque
- 19. César-gála
  - Film: Smoking / No Smoking, rendezte Alain Resnais
  - Rendező: Alain Resnais, Smoking / No Smoking
  - Férfi főszereplő: Pierre Arditi, Smoking/No smoking
  - Női főszereplő: Juliette Binoche, Három szín: kék
  - Külföldi film: Zongoralecke, rendezte Jane Campion
- 1994-es cannes-i filmfesztivál
- Berlini Nemzetközi Filmfesztivál (február 10–11)
  - Arany Medve: Apám nevében – Jim Sheridan
  - Ezüst Medve: Alain Resnais – Smoking/no smoking
  - Rendező: Krzysztof Kieślowski – Három szín: fehér
  - Férfi főszereplő: Tom Hanks – Philadelphia
  - Női főszereplő: Crissy Rock – Katicabogár, katicabogár
- Velencei Nemzetközi Filmfesztivál (szeptember 1–11)
  - Arany Oroszlán: Eső előtt – Milcso Mancsevszkij
  - Férfi főszereplő: Hszia Ju – A nap melegében
  - Női főszereplő: Maria de Mederios – Három testvér
- 1994-es Magyar Filmszemle

## Születések
- február 23. – Dakota Fanning, amerikai színésznő

## Halálozások
- január 1. – Cesar Romero, színész
- január 22. – Telly Savalas, színész
- február 6. – Joseph Cotten, színész
- február 11. – Sorrell Booke, színész
- február 11. – William Conrad, színész
- február 19. – Derek Jarman, rendező
- február 24. – Dinah Shore, színésznő
- március 4. – John Candy, színész
- március 6. – Melina Mercouri, színésznő
- március 17. – Mai Zetterling, színésznő, rendező
- március 21. – MacDonald Carey, színész
- március 21 – Lili Damita, színésznő
- március 23. – Giulietta Masina, színésznő
- április 20. – Jean Carmet, színész
- május 1. – Gyöngyössy Imre, filmrendező, forgatókönyvíró
- május 8. – George Peppard, színész
- május 15. – Gilbert Roland, színész
- június 4. – Massimo Troisi, színész
- június 6. – Barry Sullivan, színész
- június 7. – Dennis Potter, író
- június 14. – Henry Mancini, zeneszerző
- augusztus 11. – Peter Cushing, színész
- augusztus 23. – Fábri Zoltán, rendező
- szeptember 7. – Dennis Morgan, színész
- szeptember 11. – Jessica Tandy, színésznő
- szeptember 12. – Tom Ewell, színész
- október 19. – Martha Raye, színésznő
- október 20. – Burt Lancaster, színész
- október 21. – Benoît Régent, francia színész
- október 24. – Raúl Juliá, Puerto Ricó-i származású amerikai színész
- november 1. – Noah Beery, színész
- november 30. – Lionel Stander, színész
- december 24. – Rossano Brazzi, színész